# Techoh (Oxkutzcab)
Techoh es una localidad del municipio de Oxkutzcab en el estado de Yucatán, México.

## Toponimia
El nombre (Techoh) proviene del maya yucateco que significa lugar del añil.

## Demografía
Según el censo de 2005 realizado por el INEGI, la población de la localidad era de 0 habitantes, de los cuales 0 eran hombres y 0 eran mujeres.
| 129                         | 151 | 35 | 65 | 59 | 36 | 15 | 5 | 7 | ? | 0 | 0 | 0 |
| (Fuente: INEGI [Consultar]) |     |    |    |    |    |    |   |   |   |   |   |   |